# نيل هارمون
نيل هارمون (بالإنجليزية: Neil Harmon)‏ هو لاعب دوري الرغبي أيرلندي، ولد في 9 يناير 1969.